# Bořetín (okres Jindřichův Hradec)
Obec Bořetín (německy Borschetin) se nachází v okrese Jindřichův Hradec, v Jihočeském kraji. Žije zde 100 obyvatel.

## Historie
První písemná zmínka o obci pochází z roku 1401.

## Správní začlenění obce
Obec Bořetín byla do roku 1990 částí Strmilova a v témže roce se osamostatnila. Od roku 2003 spadá jako samostatná obec pod pověřený Městský úřad v Jindřichově Hradci, v samosprávném Jihočeském kraji.

## Pamětihodnosti
- Dvoje boží muka – směrem na Palupín a na Strmilov
- Venkovská usedlost čp. 1